# ディース (北欧神話)

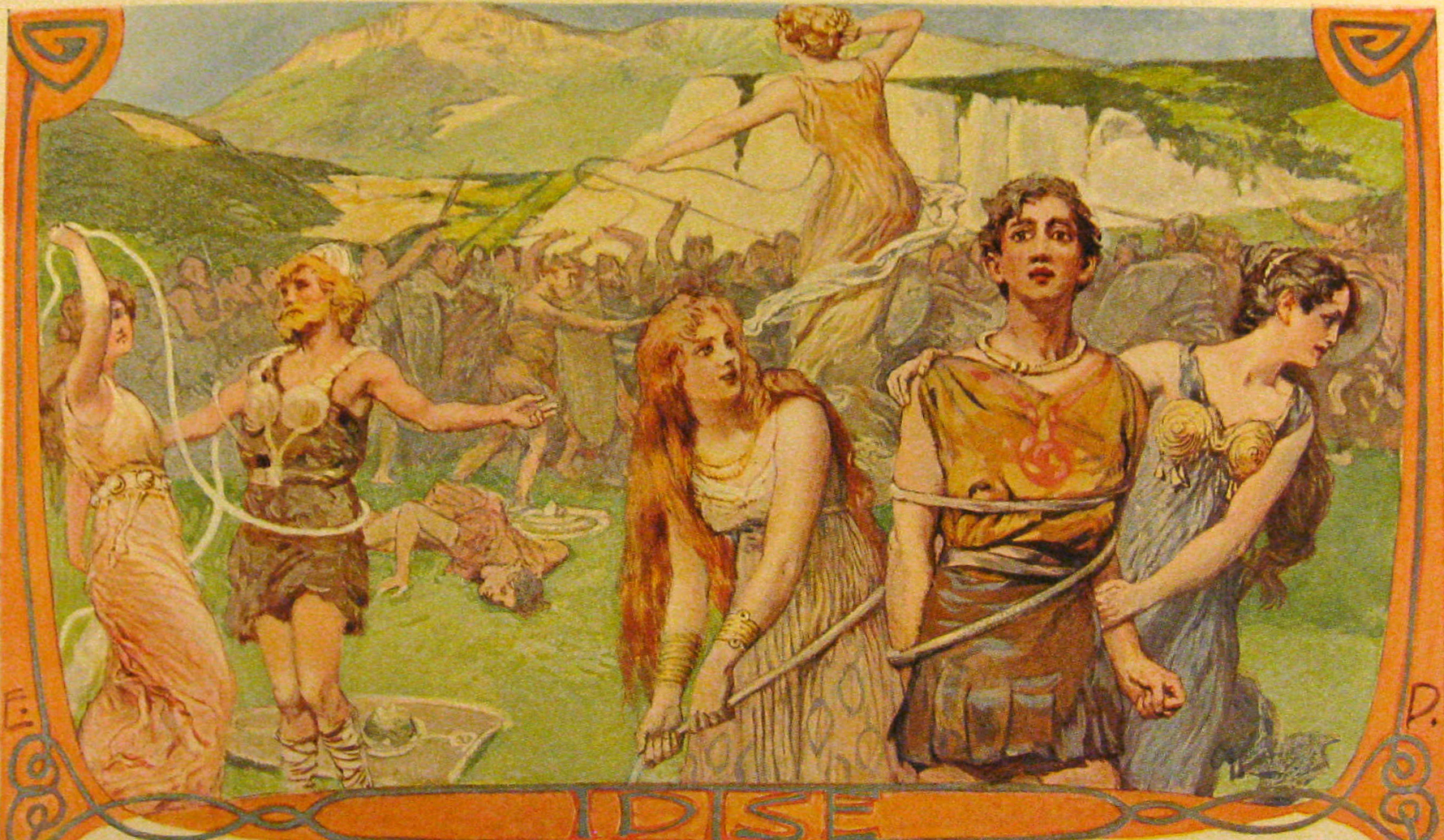
ディース

ディース（古ノルド語: dís、複数形dísir（ディーシル））は、北欧神話における女神たちの総称で、豊穣・運命や戦いを司る霊的存在の一種。黒いベールを着た乙女戦士の姿が特徴。破滅と不吉の予言が迫っている事を警告し、恐ろしい姿で現れるとされており、運命に介入する役割を持つ。
ディースには戦いを司るオーディンに仕えるものもあるとされており、彼女らは戦いの勝敗として人と神々の生死を定める。通常にヴァルキュリア、ノルン、イディスと同一視される。